# Antoine Griezmann
Antoine Griezmann (AFI: [ɑ̃twan ɡʁjɛzman]; Mâcon, Borgoña-Franco Condado, 21 de marzo de 1991) es un futbolista francés que juega como delantero en el Atlético de Madrid de la Primera División de España.
Nacido y criado en Mâcon, comenzó su carrera sénior en 2009 como jugador de la Real Sociedad, equipo de la liga española, con la que ganó el título de Segunda División en su primera temporada, partiendo cinco temporadas más tarde para fichar por el Atlético de Madrid por el récord del club de 30 millones de euros. Aunque se presentó principalmente como centrocampista durante su tiempo con la Real Sociedad, adaptó su juego en Madrid para convertirse en delantero. Luego rompió el récord de anotaciones del club para una temporada de debut y fue nombrado en el Equipo de la Temporada de La Liga 2014-15. También fue nombrado Mejor Jugador de La Liga en 2016 y terminó tercero en los premios Balón de Oro 2016 y Mejor Jugador Masculino de la FIFA 2016. Fue nuevamente nominado para los premios en 2018, terminando tercero y sexto respectivamente, mientras ayudó al Atlético a ganar la Liga Europa de la UEFA 2017-18, anotando dos goles en la final. También ganó la Supercopa de España 2014 y la Supercopa de Europa 2018 durante su estadía en Madrid, y se ubicó como el quinto máximo goleador del club. En julio de 2019 dejó el Atlético para unirse al F. C. Barcelona en un acuerdo de 120 millones de euros, lo que lo convirtió en el cuarto jugador de fútbol más caro de todos los tiempos.
A nivel de selecciones, representó a su país en las categorías sub-19, sub-20 y sub-21, y formó parte del equipo que ganó el Campeonato Europeo de la UEFA Sub-19 2010 en casa. Jugó su primer partido internacional con la selección absoluta en 2014 y jugó en la Copa del Mundo de ese año, ayudando a su país a llegar a los cuartos de final. En la Eurocopa 2016, Francia terminó subcampeón como anfitriona, mientras que Griezmann fue el máximo goleador y fue elegido Jugador del Torneo. Posteriormente ganó la Copa Mundial de 2018, torneo en el que marcó cuatro goles, lo que le valió la Bota de Plata como el segundo máximo goleador del torneo, ganó el Balón de Bronce como tercer mejor jugador y fue nombrado hombre del partido en la final. El 30 de septiembre de 2024 anunció que ponía fin a su etapa en el seleccionado galo.

## Trayectoria

### Inicios
Griezmann nació en la comuna de Mâcon, en el departamento de Saona y Loira. Tiene orígenes alsacianos; de ahí su apellido, de raíz germánica. A su vez es nieto, vía materna, de portugueses. Amaro Lopes, su abuelo, también fue futbolista, habiendo jugado en el Paços de Ferreira.
Griezmann comenzó su formación jugando en el equipo local de su población natal, la Unión du Football Mâconnais (UF Mâcon). Realizó pruebas con varios clubes profesionales franceses, intentando entrar a formar parte de alguna de sus academias de formación, pero ninguna de ellas se decidió a ficharlo, dada su débil constitución física. En su infancia era seguidor del Olympique de Lyon e intentó también entrar en su academia de formación, pero fue rechazado.
Finalmente fue captado por la Real Sociedad a la edad de 13 años a través de Eric Olhats, ojeador del club vasco en Francia, que lo vio jugando en un torneo en París cuando estaba a prueba con el Montpellier H. S. C. Los padres de Griezmann aceptaron que su hijo fichara por el club vasco, aunque el joven siguió viviendo y estudiando en Francia, en casa de su descubridor, en Bayona.

### Real Sociedad
Antoine pasó por todas las categorías inferiores del club: Cadete Txiki, Cadete, Easo y Real Juvenil. De cara a la temporada 2009-10 el jugador francés fue ascendido al equipo filial del club, la Real Sociedad "B". Aunque no estaba previsto que entrenara con el primer equipo durante la pretemporada, la ausencia por lesión de su compañero del filial —Bingen Erdozia— le permitieron hacerse un hueco en la pretemporada de la Real Sociedad. Con solo 18 años, fue el máximo goleador de la Real durante la pretemporada, lo que le sirvió para ascender al primer equipo.

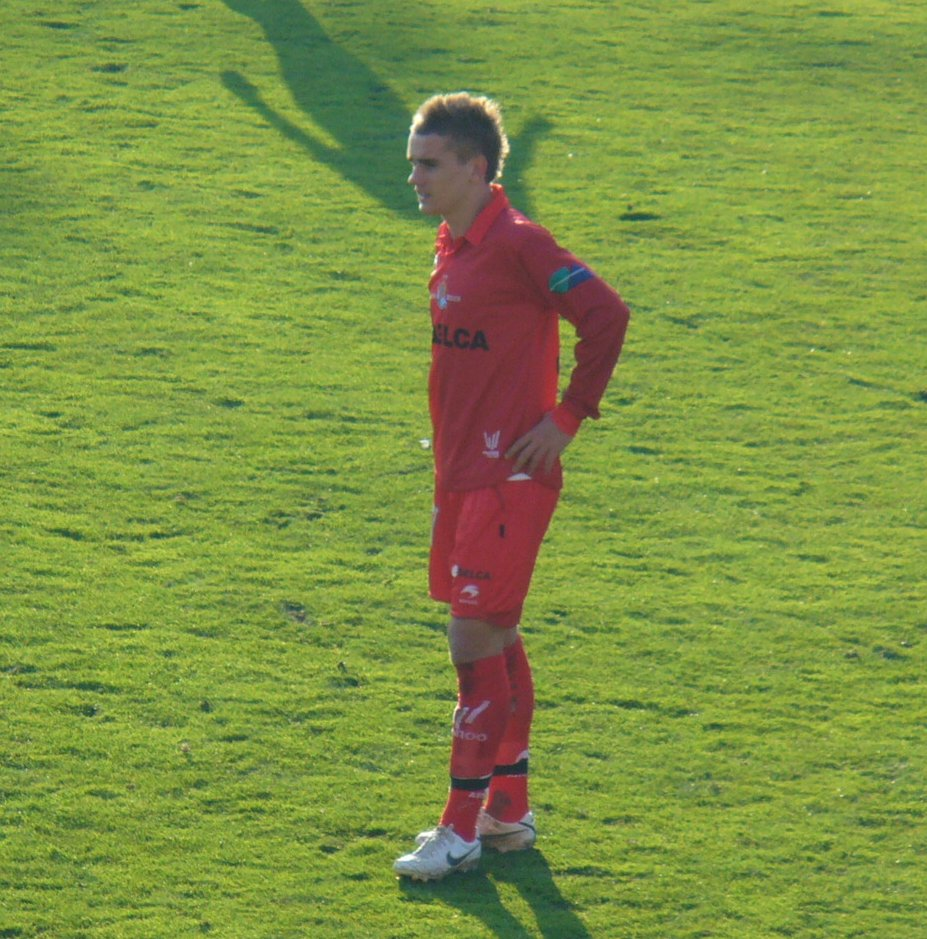
Griezmann jugando contra el Salamanca en marzo de 2010

El 27 de septiembre de 2009, en su primer partido como titular, marcó su primer gol oficial en el triunfo ante la S. D. Huesca (2-0) en Anoeta. Rápidamente, se ganó un puesto como titular jugando como extremo izquierdo. El 8 de abril de 2010 firmó su primer contrato como profesional con la Real Sociedad ampliándolo hasta el 30 de junio de 2015.
Finalizó la temporada 2009-10 convirtiéndose en uno de los jugadores clave del ascenso de la Real Sociedad a Primera División. De hecho, fue seleccionado como finalista al mejor Jugador de la Segunda División en los premios que otorgaba LaLiga.
El 29 de agosto de 2010 debutó en Primera División, en el Estadio de Anoeta, en un encuentro ante el Villarreal C. F. sustituyendo en el minuto 61 a Paco Sutil. Dos meses después, el 25 de octubre, marcó su primer gol en Liga en el triunfo ante el Deportivo de la Coruña (3-0). El 17 de abril marcó un doblete en una victoria por 2-1 contra el Real Sporting de Gijón, logrando así la victoria de su equipo y también el primer doblete de su carrera. En su primera temporada en Primera jugó un total de 37 partidos anotando 7 goles. En el verano de 2011 se vio inmerso en una polémica tras declarar que quería marcharse al Atlético de Madrid. Finalmente, permaneció en el club vasco y, en la campaña 2011-12, marcó siete goles en Liga, la misma cifra de la temporada anterior, aunque vivió una importante sequía goleadora durante casi toda la primera vuelta. A pesar de su sequía goleadora, hizo un gol para lograr un empate contra el F. C. Barcelona (2-2) en septiembre, y marcó un doblete junto con una asistencia el 28 de abril contra el Racing Santander en un encuentro que terminó 3-0. El 30 de agosto de 2012 prorrogó su contrato por una temporada más, firmando hasta el 30 de junio de 2016 con la entidad txuri-urdin.

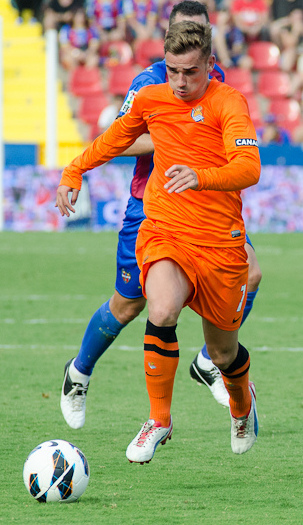
Griezmann jugando contra el Levante en 2012

Comenzó la temporada 2012-13 marcando un gol en el derbi vasco ante el Athletic Club (2-0) el 29 de septiembre y marcando dos en el empate contra el Real Valladolid un mes después. El 22 de febrero marcó en San Mamés en la vuelta del derbi vasco de la temporada, en un triunfo por 1 a 3. El 16 de marzo marcó otro doblete contra Valladolid, esta vez en una victoria por 4-1 en casa. El 14 de abril alcanzó su encuentro número 100 en Primera División, convirtiéndose en el quinto jugador de la Real Sociedad más joven en alcanzar dicha cifra y en el jugador europeo que no fuera español más joven en conseguirla. Además, con su gol ante el Depor (0-1) en la última jornada, permitió lograr el objetivo de finalizar en cuarta posición y poder así disputar la siguiente edición de la Liga de Campeones.
El 20 de agosto de 2013 anotó un gol de chilena, en el partido de ida de la fase previa de la Liga de Campeones ante el Olympique de Lyon (0-2) disputado en Gerland. Una semana después, la Real consiguió una histórica clasificación para la Liga de Campeones tras vencer, de nuevo, por 2-0 a los franceses en Anoeta. El 27 de enero de 2014 logró un triplete, el primero de su carrera, en el triunfo por 4 a 0 ante el Elche C. F. En febrero marcó un gol y asistió a David Zurutuza en una victoria por 3-1 contra el F. C. Barcelona. Finalmente, a pesar de anotar sólo cinco goles en la segunda vuelta liguera, acabó la temporada con 21 goles en su haber doblando sus guarismos de la anterior temporada.

### Club Atlético de Madrid
El 28 de julio de 2014, el Atlético de Madrid anunció un acuerdo con el jugador y con la Real Sociedad para ficharlo. Un día después se confirmó su traspaso por seis temporadas, a cambio de 30 millones de euros.
Su primer partido oficial lo disputó el 19 de agosto, en la ida de la Supercopa de España, ante el Real Madrid en el Santiago Bernabéu. Griezmann no fue titular, pero saltó al campo en el minuto 57 sustituyendo a Saúl. En el partido de vuelta jugó como titular y en el minuto 2 asistió de cabeza a su compañero Mandžukić para que anotara el uno a cero. Con este resultado se llegó al final y Antoine se proclamó campeón de la Supercopa.

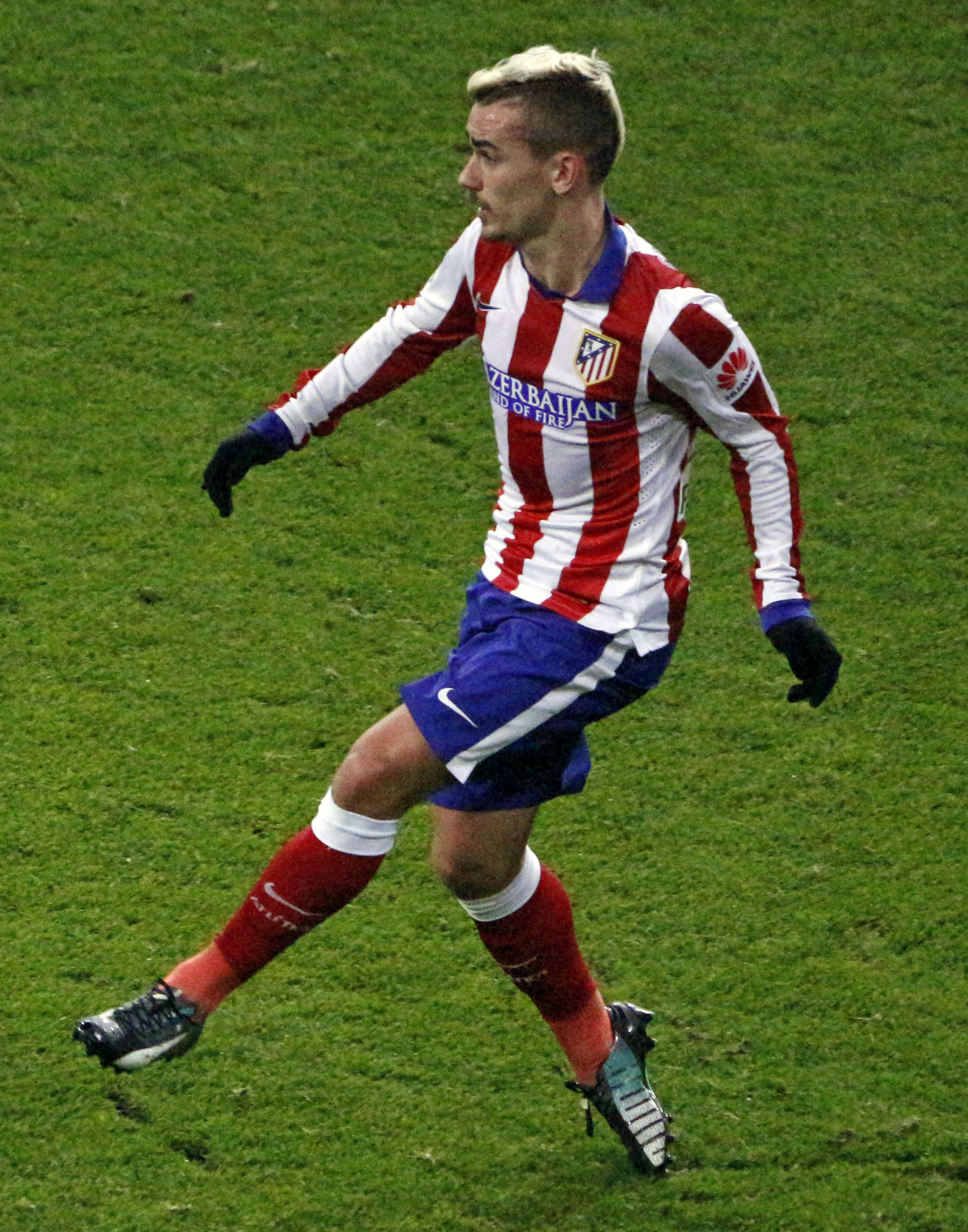
Griezmann jugando el Derbi madrileño de Copa del Rey en enero de 2015

El 16 de septiembre jugó su primer partido de Liga de Campeones con el Atlético de Madrid. Su equipo iba perdiendo por dos a uno ante el Olympiacos y aunque anotó un gol en el 86, el primero con la camiseta del Atlético de Madrid, no fue suficiente y el partido terminó con una derrota por tres a dos. El 21 de diciembre anotó su primer hat-trick con la camiseta rojiblanca en la victoria por uno a cuatro ante el Athletic Club, en San Mamés, correspondiente a la decimosexta jornada de Liga. Tras el parón navideño, Griezmann continuó con sus buenas actuaciones anotando cinco goles durante el mes de enero en cinco partidos disputados; actuaciones que le convirtieron en el ganador del premio al jugador del mes de enero. En abril volvió a recoger el premio ya que anotó en cinco de los seis encuentros, marcando en tres de ellos dos goles, para sumar un total de ocho. Debido a estas actuaciones, una vez finalizada la temporada, fue incluido en el equipo ideal de la Liga y galardonado con el Once de Oro al mejor futbolista francés de 2015.
El 22 de agosto de 2015 anotó el único gol del Atlético de falta directa en el primer partido de la temporada 15-16 ante el recién ascendido U. D. Las Palmas. También se estrenó anotando, el 15 de septiembre, los dos goles con los que el Atlético consiguió su primera victoria en Liga de Campeones ante el Galatasaray S. K. Una semana más tarde, repitió doblete ante el Getafe C. F., poniendo al Atlético en la cima de la liga. El 18 de octubre, en Anoeta frente a la Real Sociedad, anotó un gol en el minuto ocho para abrir el marcador. El 27 de febrero dio la victoria a su equipo en el Santiago Bernabéu ante el Real Madrid (0-1).
El 13 de abril de 2016 marcó los dos goles en el partido de vuelta de cuartos de final de la Liga de Campeones ante el F. C. Barcelona, en el Estadio Vicente Calderón, que dejó fuera a los actuales campeones. El 3 de mayo, en las semifinales de la competición, marcó el gol decisivo contra el Bayern de Múnich en el partido de vuelta en el Allianz Arena para enviar el Atlético a la final. En la final de la Liga de Campeones, contra el Real Madrid en San Siro, falló un penalti a principios de la segunda mitad que rebotó en el travesaño. El partido, tras 120 minutos, terminó 1-1 después de un gol del madridista Sergio Ramos que fue igualado por Yannick Carrasco, por lo que tuvo que volver al punto de penalti para resolver el título. En la tanda, Griezmann si marcaría, tras engañar a Keylor Navas, pero finalmente no impediría la derrota de su equipo por 5-4. El 5 de agosto de 2016 fue nominado, junto a Cristiano Ronaldo y Gareth Bale, a ser candidato a mejor jugador de la UEFA de la anterior temporada. El 25 de agosto, en la gala de premios de la UEFA, acabó en segundo lugar con 8 votos por detrás del luso (40 votos) y superando al galés (7).

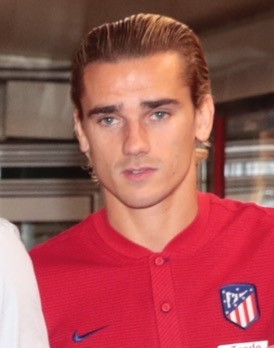
Griezmann en septiembre de 2017

En la temporada 2016-17 sus registros goleadores se vieron mermados respecto al año anterior, aunque volvió a ser el máximo goleador de la plantilla. El 1 de noviembre de 2016, Griezmann anotó ambos goles de su club, incluyendo uno en el minuto 93 que ganaría el partido, en una victoria 2-1 contra el F. C. Rostov en un partido de la fase de grupos de la Liga de Campeones 2016-17 para permitir que el Atlético progresara a los octavos de final.
El 19 de agosto de 2017, en el primer partido de la temporada 2017-18, vio su primera tarjeta roja como profesional durante un empate contra el Girona F. C. y recibió una sanción de dos partidos por insultar al árbitro. Inicialmente el árbitro le mostró una tarjeta amarilla por simulación, pero después le mostró una segunda cuando escuchó el insulto. El 16 de septiembre de 2017 marcó el primer gol en la inauguración del Wanda Metropolitano ante el Málaga C. F. El 25 de febrero de 2018 marcó un triplete en la goleada ante el Sevilla F. C. (2-5). Tres días después anotó cuatro goles en un contundente triunfo por 4 a 0 ante el C. D. Leganés. Sus actuaciones en esos dos partidos y en el mes de febrero, donde marcó ocho goles en tres partidos, causaron su nominación como Jugador del mes. El 16 de mayo convirtió un doblete en la final de la Liga Europa ante el Olympique de Marsella (0-3) y fue el mejor jugador del partido. El 14 de junio de 2018 anunció en un documental televisado, titulado La Decisión, que permanecería en el Atlético de Madrid y no ficharía por el F. C. Barcelona. Sin embargo, once meses después anunció su intención de dejar el club rojiblanco al término de la temporada 2018-19.

### F. C. Barcelona
El 12 de julio de 2019 se oficializó su traspaso al Fútbol Club Barcelona por 120 millones de euros y con un contrato de cinco años de duración. Se incorporó a la pretemporada a las órdenes de Ernesto Valverde y anotó su primer gol con la camiseta del conjunto azulgrana en un amistoso disputado en Míchigan ante la S. S. C. Napoli que terminaría con un 0-4 a favor del equipo culé. El 25 de agosto, en su debut en el Camp Nou, logró marcar el 1-1 y el 2-1 en el triunfo ante el Real Betis (5-2). El 27 de noviembre marcó su primer gol con el Fútbol Club Barcelona en Liga de Campeones en la victoria por 3-1 sobre el Borussia Dortmund, asegurando el triunfo barcelonista iniciado por Lionel Messi y Luis Suárez. El 9 de enero de 2020 le marcó a su exequipo, el Atlético de Madrid, en el partido de semifinales de la Supercopa de España disputado en Arabia Saudí que acabó con derrota del conjunto barcelonés por 2-3. El 22 de enero, ya a las órdenes de Quique Setién, marcó dos goles en los últimos minutos del partido en el Estadi Municipal de Can Misses, que le sirvieron al Barça para remontar el gol inicial de los baleares y ganar por 1-2 a la U. D. Ibiza, pasando de fase en la Copa del Rey.
Después ser criticado por su rendimiento en los primeros partidos tras el parón causado por la pandemia de enfermedad por coronavirus, el 5 de julio ofreció una mejor imagen y anotó un gol de vaselina en la victoria por 1-4 ante el Villarreal C. F. correspondiente a la 34.ª jornada de Liga.
En el inicio de su segunda temporada en el club volvió a ser cuestionado por sus actuaciones, estando sin marcar hasta el 31 de octubre en su séptimo partido del curso ante el Deportivo Alavés en la Liga que sirvió para poner el definitivo 1-1 en el marcador. En la siguiente jornada también anotó en la victoria por 5-2 sobre el Real Betis Balompié. Entre finales de noviembre e inicios de diciembre marcó ante el F. C. Dinamo de Kiev, C. A. Osasuna y el Ferencváros T. C., siendo la primera vez desde su llegada que marcaba en partidos consecutivos y su mejor racha goleadora desde enero de 2019.
El 17 de enero de 2021 anotó dos goles en la final de la Supercopa de España ante el Athletic Club que no sirvieron para llevarse el título, ya que el conjunto vasco se impuso por 2-3 en la prórroga. Dos semanas después volvió a ver puerta ante el mismo equipo marcando el tanto del triunfo en el encuentro de Liga.

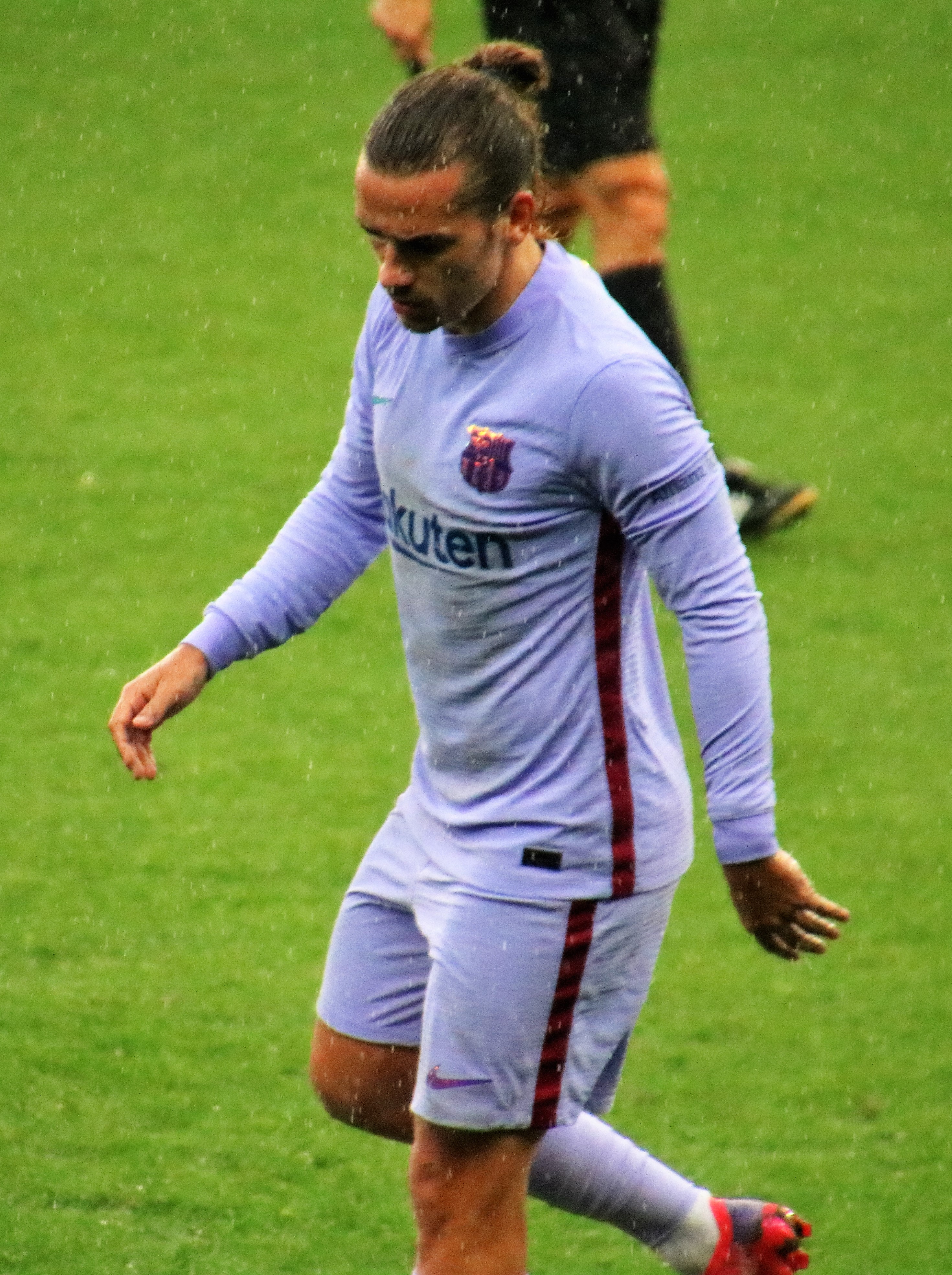
Griezmann jugando con el F. C. Barcelona en agosto de 2021

En el siguiente partido ante el Granada C. F., correspondiente a los cuartos de final de la Copa del Rey, marcó dos goles y asistió en otros dos para ganar en la prórroga por 3-5 un encuentro que en el minuto 88 iba 2-0 favorable al equipo rival. En la final de la competición, nuevamente ante el Athletic Club de Bilbao, anotó el primer gol del partido, consiguiendo tras la victoria su primer título como culé. La semana siguiente marcó un doblete ante el Villarreal para remontar el tanto inicial de Samu Chukwueze y darle los tres puntos al equipo.
En el inicio de su tercera temporada consiguió llegar a los 100 partidos con el club culé.

### Regreso al Atlético de Madrid
El 1 de septiembre de 2021 se hizo oficial su vuelta al Atlético de Madrid en forma de cesión por una temporada más una segunda opcional, pagando el equipo madrileño toda su ficha, además de incluir una opción de compra obligatoria. El 28 del mismo mes logró su primer gol en esta segunda etapa en el equipo que sirvió para empatar ante el A. C. Milan en la Liga de Campeones un partido que acabaron ganando. Acabó la campaña con ocho tantos; el último de ellos llegó el 6 de enero, por lo que, entre club y selección, acumuló más de veinte encuentros sin marcar.
En el arranque de la temporada 2022-23 consiguió ver puerta en tres ocasiones, además de haber dado dos asistencias, en los once primeros partidos jugados hasta el 10 de octubre, día en que el club anunció un acuerdo con el F. C. Barcelona para su traspaso y la firma de su contrato hasta junio de 2026.
El 19 de diciembre de 2023 igualó a Luis Aragonés como el máximo goleador histórico del conjunto rojiblanco al anotar su gol número 173. Lo superó el 10 de enero de 2024 después de marcar el 2 a 2 parcial contra el Real Madrid en la semifinal de la Supercopa de España.
El 2 de junio de 2025, con 197 goles en su haber y siendo el octavo jugador con más partidos en la historia del club, amplió su contrato hasta junio de 2027.

## Selección nacional

### Categorías inferiores

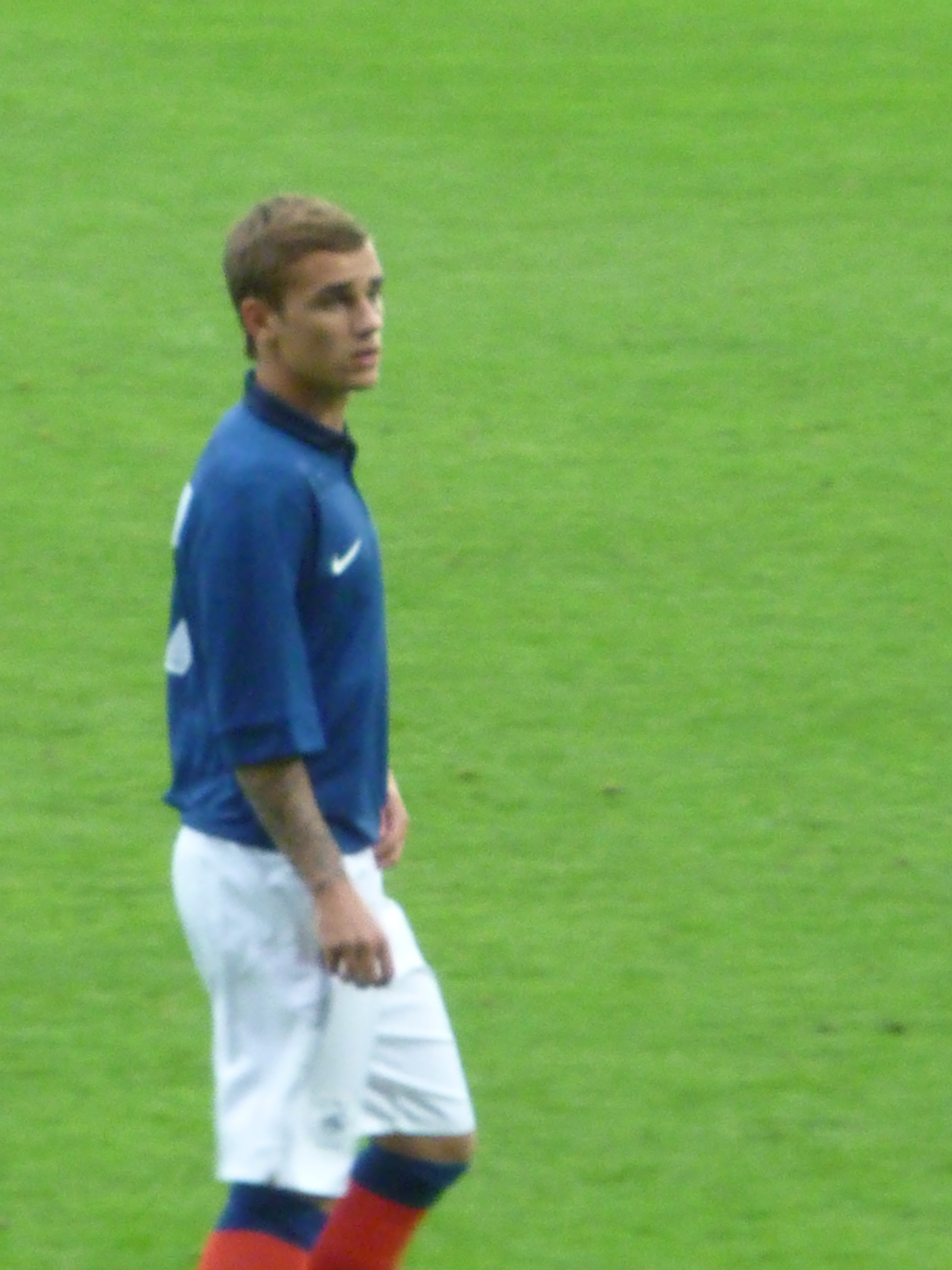
Griezmann con en 2011.

El 2 de marzo de 2010 debutó con la selección nacional de Francia sub-19 en el partido Francia 0 - Ucrania 0. El 4 de marzo de 2010 anotó su primer gol con la camiseta nacional sub-19, el segundo de los franceses, en la victoria ante Ucrania (2-1). El 30 de julio de 2010 se proclamó campeón de Europa sub-19 con la selección gala después de la victoria francesa por 2-1 ante España.
El 17 de noviembre de 2010 debutó con la selección sub-21 en el partido amistoso ante Rusia (0-1). En verano de 2011 participó en el Mundial sub-20, en el que logró un gol frente a Ecuador en octavos de final.
En noviembre de 2012 fue sancionado hasta el 31 de diciembre de 2013 por su entrenador en la sub-21 francesa por salir de fiesta con algunos de sus compañeros a una conocida discoteca de París en vísperas del trascendental partido ante Noruega en el que se jugaban la clasificación para la Eurocopa sub-21 de 2013. En dicho partido, Francia cayó derrotada y no pudo clasificarse para el torneo.

### Selección absoluta
El 27 de febrero de 2014 fue convocado por primera vez por Didier Deschamps para jugar con la selección absoluta de Francia un partido amistoso ante Países Bajos en el Stade de France. Debutó el 5 de marzo, como titular, siendo sustituido en el minuto 68 por Loïc Rémy.
El 13 de mayo de 2014 el seleccionador francés, Didier Deschamps, incluyó a Griezmann en la lista final de 23 jugadores que representarían a Francia en la Copa Mundial de 2014. El 1 de junio consiguió su primer gol con la selección en un partido amistoso disputado ante Paraguay. Una semana después anotó un doblete en la goleada por 8-0 ante Jamaica. En el Mundial de Brasil 2014, Francia se clasificó hasta los cuartos de final en los que cayó eliminada por, a la postre campeona, Alemania. Griezmann disputó los cinco partidos en los que jugó su selección, pero no anotó ningún gol.
Fue convocado para la Eurocopa 2016, en la cual fue máximo goleador con seis goles, incluidos los dos del partido de semifinal ante Alemania. Finalmente, la selección francesa cayó en la prórroga de la final ante Portugal (0-1). A pesar de ello, fue reconocido como mejor jugador del torneo.
El 17 de mayo de 2018 Didier Deschamps lo incluyó en la lista definitiva de 23 jugadores para el Mundial de Rusia. Antoine logró de penalti, en la primera jornada frente a Australia, su primer gol en el torneo. En octavos marcó, nuevamente de penalti, el primero de los cuatro tantos en la ajustada victoria ante Argentina (4-3). Consiguió un nuevo gol en cuartos de final en el triunfo por 0 a 2 ante Uruguay. El 15 de julio se proclamó campeón del mundo tras superar a Croacia (4-2) en la final del Mundial. Antoine marcó de penalti el segundo de los goles y fue elegido MVP de la final.
El 10 de octubre de 2021, coincidiendo con la final de la Liga de Naciones de la UEFA 2020-21 que Francia ganó a España por dos a uno, se convirtió en el noveno jugador en alcanzar las cien internacionalidades con Francia.

Fue partícipe en la Copa Mundial de Fútbol de 2022 donde quedó subcampeón y la Eurocopa 2024 donde Francia llegó a semifinales.[cita requerida] El 30 de septiembre de 2024 anunció en sus redes sociales su retirada de la selección nacional, disputando un total de 137 partidos, marcando 44 goles, y dos títulos absolutos conquistados.
''Con el corazón lleno de recuerdos cierro este capítulo de mi vida. Gracias por esta magnífica aventura tricolor y hasta pronto.''

#### Participaciones en Copas del Mundo
| Copa                     | Sede     | Resultado        | Partidos | Goles |
| ------------------------ | -------- | ---------------- | -------- | ----- |
| Copa Mundial Sub-20 2011 | Colombia | Cuarto lugar     | 7        | 1     |
| Copa Mundial 2014        | Brasil   | Cuartos de final | 5        | 0     |
| Copa Mundial 2018        | Rusia    | Campeón          | 7        | 4     |
| Copa Mundial 2022        | Catar    | Subcampeón       | 7        | 0     |

#### Participaciones en Eurocopas
| Copa                 | Sede     | Resultado        | Partidos | Goles |
| -------------------- | -------- | ---------------- | -------- | ----- |
| Eurocopa Sub-19 2010 | Francia  | Campeón          | 5        | 2     |
| Eurocopa 2016        | Francia  | Subcampeón       | 7        | 6     |
| Eurocopa 2020        | Europa   | Octavos de final | 4        | 1     |
| Eurocopa 2024        | Alemania | Semifinales      | 6        | 0     |

### Goles internacionales
| Núm. | Fecha                    | Lugar                                       | Rival                | Gol | Resultado | Competición                           |
| ---- | ------------------------ | ------------------------------------------- | -------------------- | --- | --------- | ------------------------------------- |
| 1.   | 1 de junio de 2014       | Allianz Riviera, Niza                       | Paraguay             | 1-0 | 1–1       | Amistoso                              |
| 2.   | 8 de junio de 2014       | Stade Pierre-Mauroy, Villeneuve-d'Ascq      | Jamaica              | 7-0 | 8–0       | Amistoso                              |
| 3.   | 8 de junio de 2014       | Stade Pierre-Mauroy, Villeneuve-d'Ascq      | Jamaica              | 8-0 | 8–0       | Amistoso                              |
| 4.   | 14 de octubre de 2014    | Estadio Hrazdan, Ereván                     | Armenia              | 0-3 | 0-3       | Amistoso                              |
| 5.   | 14 de noviembre de 2014  | Stade de la Route de Lorient, Rennes        | Albania              | 1-1 | 1–1       | Amistoso                              |
| 6.   | 8 de octubre de 2015     | Allianz Riviera, Niza                       | Armenia              | 1-0 | 4–0       | Amistoso                              |
| 7.   | 25 de marzo de 2015      | Ámsterdam Arena, Ámsterdam                  | Países Bajos         | 0-1 | 2-3       | Amistoso                              |
| 8.   | 15 de junio de 2016      | Stade Vélodrome, Marsella                   | Albania              | 1-0 | 2–0       | Eurocopa 2016                         |
| 9.   | 26 de junio de 2016      | Parc Olympique Lyonnais, Lyon               | Irlanda              | 1-1 | 2–1       | Eurocopa 2016                         |
| 10.  | 26 de junio de 2016      | Parc Olympique Lyonnais, Lyon               | Irlanda              | 2-1 | 2–1       | Eurocopa 2016                         |
| 11.  | 3 de julio de 2016       | Stade de France, Saint-Denis                | Islandia             | 4-0 | 5–2       | Eurocopa 2016                         |
| 12.  | 7 de julio de 2016       | Stade Vélodrome, Marsella                   | Alemania             | 1-0 | 2–0       | Eurocopa 2016                         |
| 13.  | 7 de julio de 2016       | Stade Vélodrome, Marsella                   | Alemania             | 2-0 | 2–0       | Eurocopa 2016                         |
| 14.  | 7 de octubre de 2016     | Stade de France, Saint-Denis                | Bulgaria             | 3-1 | 4-1       | Clasificación para el Mundial 2018    |
| 15   | 25 de marzo de 2017      | Stade Josy Barthel, Luxemburgo              | Luxemburgo           | 1-2 | 1-3       | Clasificación para el Mundial 2018    |
| 16.  | 2 de junio de 2017       | Roazhon Park, Rennes                        | Paraguay             | 5-0 | 5–0       | Amistoso                              |
| 17.  | 31 de agosto de 2017     | Roazhon Park, Rennes                        | Países Bajos         | 1-0 | 4–0       | Clasificación para el Mundial de 2018 |
| 18.  | 27 de octubre de 2017    | Stade de France, Saint-Denis                | Bielorrusia          | 1-0 | 2–1       | Clasificación para el Mundial de 2018 |
| 19.  | 10 de noviembre de 2017  | Stade de France, Saint-Denis                | Gales                | 1-0 | 2–0       | Amistoso                              |
| 20.  | 1 de junio de 2018       | Allianz Riviera, Niza                       | Italia               | 2-0 | 3–1       | Amistoso                              |
| 21.  | 16 de junio de 2018      | Kazán Arena, Kazán                          | Australia            | 1-0 | 2–1       | Copa Mundial de 2018                  |
| 22.  | 30 de junio de 2018      | Kazán Arena, Kazán                          | Argentina            | 1-0 | 4–3       | Copa Mundial de 2018                  |
| 23.. | 6 de julio de 2018       | Estadio de Nizhni Nóvgorod, Nizhni Nóvgorod | Uruguay              | 0-2 | 0-2       | Copa Mundial de 2018                  |
| 24.. | 15 de julio de 2018      | Estadio Olímpico Luzhnikí, Moscú            | Croacia              | 2-1 | 4–2       | Copa Mundial de 2018                  |
| 25.  | 16 de octubre de 2018    | Stade de France, Saint-Denis                | Alemania             | 1-1 | 2-1       | Liga de Naciones de la UEFA 2018-19   |
| 26.  | 16 de octubre de 2018    | Stade de France, Saint-Denis                | Alemania             | 2-1 | 2-1       | Liga de Naciones de la UEFA 2018-19   |
| 27.  | 22 de marzo de 2019      | Estadio Zimbru, Chisináu                    | Moldavia             | 0-1 | 1-4       | Clasificación para la Eurocopa 2020   |
| 28.  | 25 de marzo de 2019      | Stade de France, Saint-Denis                | Islandia             | 4-0 | 4–0       | Clasificación para la Eurocopa 2020   |
| 29.  | 2 de junio de 2019       | Estadio de la Beaujoire, Nantes             | Bolivia              | 2-0 | 2–0       | Amistoso                              |
| 30.  | 17 de noviembre de 2019  | Arena Kombëtare, Tirana                     | Albania              | 0-2 | 0-2       | Clasificación para la Eurocopa 2020   |
| 31.  | 8 de septiembre de 2020  | Stade de France, Saint-Denis                | Croacia              | 1-1 | 4–2       | Liga de Naciones de la UEFA 2020-21   |
| 32.  | 7 de octubre de 2020     | Stade de France, Saint-Denis                | Ucrania              | 7-1 | 7–1       | Amistoso                              |
| 33.  | 14 de octubre de 2020    | Estadio Maksimir, Zagreb                    | Croacia              | 0-1 | 1-2       | Liga de Naciones de la UEFA 2020-21   |
| 34.  | 24 de marzo de 2021      | Stade de France, Saint-Denis                | Ucrania              | 1-0 | 1–1       | Clasificación para el Mundial 2022    |
| 35.  | 31 de marzo de 2021      | Estadio Grbavica, Sarajevo                  | Bosnia y Herzegovina | 0-1 | 0-1       | Clasificación para el Mundial 2022    |
| 36.  | 2 de junio de 2021       | Allianz Riviera, Niza                       | Gales                | 2-0 | 3–0       | Amistoso                              |
| 37.  | 8 de junio de 2021       | Stade de France, Saint-Denis                | Bulgaria             | 1-0 | 3–0       | Amistoso                              |
| 38.  | 19 de junio de 2021      | Puskás Aréna, Budapest                      | Hungría              | 1-1 | 1–1       | Eurocopa 2020                         |
| 39.  | 1 de septiembre de 2021  | Stade de la Meinau, Estrasburgo             | Bosnia y Herzegovina | 1-1 | 1–1       | Clasificación para el Mundial de 2022 |
| 40.  | 7 de septiembre de 2021  | Parc Olympique Lyonnais, Lyon               | Finlandia            | 1-0 | 2-0       | Clasificación para el Mundial de 2022 |
| 41.  | 7 de septiembre de 2021  | Parc Olympique Lyonnais, Lyon               | Finlandia            | 2-0 | 2-0       | Clasificación para el Mundial de 2022 |
| 42.  | 13 de noviembre de 2021  | Parque de los Príncipes, París              | Kazajistán           | 7-0 | 8-0       | Clasificación para el Mundial de 2022 |
| 43.  | 24 de marzo de 2023      | Stade de France, Saint-Denis                | Países Bajos         | 1-0 | 4-0       | Clasificación para la Eurocopa 2024   |
| 44.  | 12 de septiembre de 2023 | Signal Iduna Park, Dortmund                 | Alemania             | 2-1 | 2-1       | Amistoso                              |

## Estadísticas

### Clubes
Actualizado al último partido disputado el 17 de agosto de 2025.
| Club | Div.          | Temporada     | Liga  | Liga  | Liga   | Copas nacionales(1) | Copas nacionales(1) | Copas nacionales(1) | Copas internacionales(2) | Copas internacionales(2) | Copas internacionales(2) | Total | Total | Total  | Media goleadora(3) |
| Club | Div.          | Temporada     | Part. | Goles | Asist. | Part.               | Goles               | Asist.              | Part.                    | Goles                    | Asist.                   | Part. | Goles | Asist. | Media goleadora(3) |
| --- | ------------- | ------------- | ----- | ----- | ------ | ------------------- | ------------------- | ------------------- | ------------------------ | ------------------------ | ------------------------ | ----- | ----- | ------ | ------------------ |
| Real Sociedad · España | 2.ª           | 2009-10       | 39    | 6     | 1      | 1                   | 0                   | 0                   | —                        | —                        | —                        | 40    | 6     | 1      | 0.15               |
| Real Sociedad · España | 1.ª           | 2010-11       | 37    | 7     | 1      | 2                   | 0                   | 0                   | —                        | —                        | —                        | 39    | 7     | 1      | 0.18               |
| Real Sociedad · España | 1.ª           | 2011-12       | 35    | 7     | 4      | 3                   | 1                   | 0                   | —                        | —                        | —                        | 38    | 8     | 4      | 0.21               |
| Real Sociedad · España | 1.ª           | 2012-13       | 34    | 10    | 3      | 1                   | 1                   | 0                   | —                        | —                        | —                        | 35    | 11    | 3      | 0.31               |
| Real Sociedad · España | 1.ª           | 2013-14       | 35    | 17    | 3      | 7                   | 3                   | 0                   | 8                        | 1                        | 1                        | 50    | 21    | 4      | 0.42               |
| Real Sociedad · España | Total club    | Total club    | 180   | 47    | 12     | 14                  | 5                   | 0                   | 8                        | 1                        | 1                        | 202   | 53    | 13     | 0.26               |
| Atlético de Madrid · España | 1.ª           | 2014-15       | 37    | 22    | 1      | 7                   | 1                   | 1                   | 9                        | 2                        | 0                        | 53    | 25    | 2      | 0.47               |
| Atlético de Madrid · España | 1.ª           | 2015-16       | 38    | 22    | 5      | 3                   | 3                   | 0                   | 13                       | 7                        | 1                        | 54    | 32    | 6      | 0.59               |
| Atlético de Madrid · España | 1.ª           | 2016-17       | 36    | 16    | 8      | 5                   | 4                   | 2                   | 12                       | 6                        | 2                        | 53    | 26    | 12     | 0.49               |
| Atlético de Madrid · España | 1.ª           | 2017-18       | 32    | 19    | 9      | 3                   | 2                   | 0                   | 14                       | 8                        | 4                        | 49    | 29    | 13     | 0.59               |
| Atlético de Madrid · España | 1.ª           | 2018-19       | 37    | 15    | 9      | 2                   | 2                   | 1                   | 9                        | 4                        | 1                        | 48    | 21    | 11     | 0.44               |
| F. C. Barcelona · España | 1.ª           | 2019-20       | 35    | 9     | 4      | 4                   | 4                   | 0                   | 9                        | 2                        | 0                        | 48    | 15    | 4      | 0.31               |
| F. C. Barcelona · España | 1.ª           | 2020-21       | 36    | 13    | 7      | 8                   | 5                   | 5                   | 7                        | 2                        | 0                        | 51    | 20    | 12     | 0.39               |
| F. C. Barcelona · España | 1.ª           | 2021-22       | 3     | 0     | 0      | ―                   | ―                   | ―                   | ―                        | ―                        | ―                        | 3     | 0     | 0      | 0                  |
| F. C. Barcelona · España | Total club    | Total club    | 74    | 22    | 11     | 12                  | 9                   | 5                   | 16                       | 4                        | 0                        | 102   | 35    | 16     | 0.34               |
| Atlético de Madrid · España | 1.ª           | 2021-22       | 26    | 3     | 4      | 1                   | 1                   | 0                   | 9                        | 4                        | 2                        | 36    | 8     | 6      | 0.22               |
| Atlético de Madrid · España | 1.ª           | 2022-23       | 38    | 15    | 16     | 4                   | 0                   | 1                   | 6                        | 1                        | 1                        | 48    | 16    | 18     | 0.33               |
| Atlético de Madrid · España | 1.ª           | 2023-24       | 33    | 16    | 6      | 5                   | 2                   | 1                   | 10                       | 6                        | 1                        | 48    | 24    | 8      | 0.5                |
| Atlético de Madrid · España | 1.ª           | 2024-25       | 38    | 8     | 7      | 5                   | 2                   | 0                   | 13                       | 7                        | 3                        | 56    | 17    | 10     | 0.3                |
| Atlético de Madrid · España | 1.ª           | 2025-26       | 1     | 0     | 0      | 0                   | 0                   | 0                   | 0                        | 0                        | 0                        | 1     | 0     | 0      | 0                  |
| Atlético de Madrid · España | Total club    | Total club    | 316   | 136   | 65     | 35                  | 17                  | 6                   | 95                       | 45                       | 15                       | 446   | 198   | 86     | 0.44               |
| Total carrera | Total carrera | Total carrera | 570   | 205   | 88     | 61                  | 31                  | 11                  | 119                      | 50                       | 16                       | 750   | 286   | 115    | 0.38               |
| (1) Incluye datos de Copa del Rey (2010-act.) y Supercopa de España (2014-2015, 2019-act.). (2) Incluye datos de Liga de Campeones de la UEFA (2013-act.); Liga Europa (2017-18); Supercopa de Europa (2018); Copa Mundial de Clubes de la FIFA (2025). (3) No incluye goles en partidos amistosos. |               |               |       |       |        |                     |                     |                     |                          |                          |                          |       |       |        |                    |

### Selecciones
Actualizado al último partido jugado en su carrera.
| Selección | Año   | Amistosos | Amistosos | Clasificación | Clasificación | Eurocopa | Eurocopa | Mundial | Mundial | Total | Total | Media goleadora |
| Selección | Año   | Part.     | Goles     | Part.         | Goles         | Part.    | Goles    | Part.   | Goles   | Part. | Goles | Media goleadora |
| --------- | ----- | --------- | --------- | ------------- | ------------- | -------- | -------- | ------- | ------- | ----- | ----- | --------------- |
| Francia   | 2014  | 9         | 5         | -             | -             | -        | -        | 5       | 0       | 14    | 5     | 0.35            |
| Francia   | 2015  | 10        | 1         | -             | -             | -        | -        | -       | -       | 10    | 1     | 0.1             |
| Francia   | 2016  | 4         | 1         | 4             | 1             | 7        | 6        | -       | -       | 15    | 8     | 0.53            |
| Francia   | 2017  | 4         | 2         | 6             | 3             | -        | -        | -       | -       | 10    | 5     | 0.5             |
| Francia   | 2018  | 7         | 1         | 4             | 2             | -        | -        | 7       | 4       | 18    | 7     | 0.38            |
| Francia   | 2019  | 1         | 1         | 10            | 3             | -        | -        | -       | -       | 11    | 4     | 0.36            |
| Francia   | 2020  | 2         | 1         | 6             | 2             | -        | -        | -       | -       | 8     | 3     | 0.37            |
| Francia   | 2021  | 2         | 2         | 10            | 6             | 4        | 1        | -       | -       | 16    | 9     | 0.56            |
| Francia   | 2022  | 2         | 0         | 6             | 0             | -        | -        | 7       | 0       | 15    | 0     | 0               |
| Francia   | 2023  | 2         | 1         | 8             | 1             | -        | -        | -       | -       | 10    | 2     | 0.2             |
| Francia   | 2024  | 2         | 0         | 2             | 0             | 6        | 0        | -       | -       | 10    | 0     | 0               |
| Total     | Total | 45        | 15        | 56            | 18            | 17       | 7        | 19      | 4       | 137   | 44    | 0.32            |

### Resumen estadístico
| Competición           | Partidos | Goles | Promedio |
| --------------------- | -------- | ----- | -------- |
| Liga nacional         | 570      | 205   | 0.36     |
| Copas nacionales      | 61       | 31    | 0.51     |
| Copas internacionales | 119      | 50    | 0.42     |
| Selección de Francia  | 137      | 44    | 0.32     |
| Total                 | 887      | 330   | 0.37     |

### Hat-tricks
| 1 | 21 de diciembre de 2014 | San Mamés, Bilbao        | Athletic Club - Atlético de Madrid |  | 1 - 4 | Primera División 2014-15 | [ 98 ]  |
| 2 | 25 de febrero de 2018   | Sánchez-Pizjuán, Sevilla | Sevilla - Atlético de Madrid       |  | 2 - 5 | Primera División 2017-18 | [ 99 ]  |
| 3 | 28 de febrero de 2018   | Metropolitano, Madrid    | Atlético de Madrid - Leganés       |  | 4 - 0 | Primera División 2017-18 | [ 100 ] |
| 4 | 21 de octubre de 2023   | Balaídos, Vigo           | Celta de Vigo - Atlético de Madrid |  | 0 - 3 | Primera División 2023-24 | [ 101 ] |
| 5 | 15 de mayo de 2024      | Coliseum, Getafe         | Getafe - Atlético de Madrid        |  | 0 - 3 | Primera División 2023-24 | [ 102 ] |

## Palmarés

### Títulos nacionales
| Título              | Club               | País   | Año  |
| ------------------- | ------------------ | ------ | ---- |
| Segunda División    | Real Sociedad      | España | 2010 |
| Supercopa de España | Atlético de Madrid | España | 2014 |
| Copa del Rey        | F. C. Barcelona    | España | 2021 |

### Títulos internacionales
| Título                      | Equipo               | Sede    | Año  |
| --------------------------- | -------------------- | ------- | ---- |
| Eurocopa sub-19             | Selección de Francia | Francia | 2010 |
| Liga Europa de la UEFA      | Atlético de Madrid   | Lyon    | 2018 |
| Copa Mundial de Fútbol      | Selección de Francia | Rusia   | 2018 |
| Supercopa de Europa         | Atlético de Madrid   | Tallin  | 2018 |
| Liga de Naciones de la UEFA | Selección de Francia | Italia  | 2021 |

### Distinciones individuales
| Distinción                                                      | Año                          |
| --------------------------------------------------------------- | ---------------------------- |
| Once de Oro del mejor jugador francés de la temporada           | 2015                         |
| Jugador francés del año                                         | 2015 (3.º), 2016, 2018 (3.º) |
| Premio UNFP al mejor jugador francés en el extranjero           | 2016                         |
| Balón de Bronce                                                 | 2016, 2018                   |
| Once de Bronce                                                  | 2017                         |
| Equipo del Año de la IFFHS                                      | 2018, 2022                   |
| Parte de los 100 mejores jugadores del mundo según The Guardian | 2022                         |
| LaLiga                                                          |                              |
| Jugador del mes de enero de la Liga BBVA                        | 2015                         |
| Jugador del mes de abril de la Liga BBVA                        | 2015                         |
| Incluido en el equipo ideal de la Liga                          | 2015                         |
| Mejor Jugador de la Liga BBVA                                   | 2016                         |
| Incluido en el equipo ideal de la Liga                          | 2016                         |
| Jugador del mes de septiembre de la Liga Santander              | 2016                         |
| Incluido en el equipo ideal de la Liga                          | 2017                         |
| Jugador del mes de marzo de la Liga Santander                   | 2017                         |
| Jugador del mes de febrero de la Liga Santander                 | 2018                         |
| Jugador del mes de diciembre de la Liga Santander               | 2018                         |
| Jugador del mes de marzo de la Liga Santander                   | 2023                         |
| Incluido en el equipo ideal de la Liga                          | 2023                         |
| Jugador del mes de noviembre de la liga                         | 2024                         |
| UEFA                                                            |                              |
| Incluido en el Equipo del Torneo del Europeo Sub-19             | 2010                         |
| Incluido en el once ideal de la Liga de Campeones               | 2016, 2017                   |
| Incluido en el Equipo del Torneo de la Eurocopa                 | 2016                         |
| Máximo goleador de la Eurocopa (6 goles)                        | 2016                         |
| Mejor jugador de la Eurocopa                                    | 2016                         |
| Premio al Mejor Jugador de Europa de la UEFA                    | 2016 (2.º), 2018 (4.º)       |
| Incluido en el Equipo del año UEFA                              | 2016                         |
| Incluido en el Equipo Ideal de la Liga Europa                   | 2018                         |
| Mejor jugador de la Liga Europa                                 | 2018                         |
| FIFA                                                            |                              |
| Premio The Best FIFA                                            | 2016 (3.º), 2018 (6.º)       |
| Nominado al FIFA/FIFPro World XI                                | 2016, 2017, 2018             |
| Balón de Bronce de la Copa del Mundo                            | 2018                         |
| Bota de Plata de la Copa Mundial                                | 2018                         |
| Equipo ideal de la Copa Mundial (Once ideal ‘Fantasy’)          | 2018                         |
| Equipo ideal de la Copa Mundial (Once ideal ‘Fantasy’)          | 2022                         |
| Jugador del Partido                                             |                              |
| Jugador del partido contra Irlanda en la Eurocopa               | 2016                         |
| Jugador del partido contra Alemania en la Eurocopa              | 2016                         |
| MVP contra Australia en la Copa Mundial                         | 2018                         |
| MVP contra Uruguay en la Copa Mundial                           | 2018                         |
| MVP contra Croacia en la Copa Mundial                           | 2018                         |
| MVP contra Marruecos en la Copa Mundial                         | 2022                         |

### Condecoraciones
| Distinición                     | Año  |
| ------------------------------- | ---- |
| Caballero de la Legión de Honor | 2019 |